# خدرنق كازاخستاني
خدرنق كازاخستاني (الاسم العلمي: Cheiracanthium kazachstanicum) هو نوع من العناكب يتبع جنس الخدرنق من الفصيلة العناكب الكيسية.